# Gábor Bardi
Gábor Bardi (n. Budapest, 20 de noviembre de 1978) es un portero húngaro. Jugó para el APOP Kinyras Peyias FC.

## Galardones
- Copa de Chipre:
  - Ganadas (1): 2009